# Na vlásku šťastně až navěky
Na vlásku šťastně až navěky, (anglicky: Tangled Ever After), je americká krátkometrážní šestiminutová animovaná groteska z roku 2012, která bezprostředně navazuje na celovečerní pohádkový film Na vlásku z roku 2010.
Jde o jakýsi humorný dovětek, závěrečná tečka či doplněk původního celovečerního filmu, vytvořený původním tvůrčím týmem. Děj filmu se odehrává během svatebního obřadu obou hlavních hrdinů původního snímku, princezny Lociky /Rapunzel/ a jejího zachránce zlodějíčka Evžena /Flynna/. Ve filmu vystupují prakticky všechny hlavní postavy z původního snímku, hlavní roli tu ale hrají obě zvířata, tedy inteligentní strážní kůň Maxim (Maximus) a dále pak Locičin věrný přítel a kamarád chameleon Pascal. Jsou zde použity i všechny hlavní rekvizity původního filmu. Jedinou novou nepůvodní rekvizitou jsou zde svatební prsteny, které Maxim s Pascalem během obřadu ztratí a po zběsilé honičce královským městem je opět naleznou a doručí zpět Locice a Evženovi. Film je koncipován jakožto jedna jediná akční scéna.